# Ju Wenjun
Ju Wenjun (kinesiska 居文君; pinyin Jū Wénjūn), född 31 januari 1991 i Shanghai, Kina är en kinesisk schackspelare. Hon blev stormästare 2014 och  världsmästarinna i schack efter att i maj 2018 ha slagit den förra världsmästarinnan, kinesiskan Tan Zhongyi. Vid knock out-turneringen i november 2018 om världsmästerskapet försvarade hon sin titel, liksom i matchen om Världsmästerskapet för damer 2020, varför hon sålunda fortfarande har titeln världsmästarinna.

## Schackkarriär
I december 2004 erövrade Ju Wenjun tredje plats i det asiatiska schackmästerskapet för damer i Beirut. Det kvalificerade henne till att delta i Världmästerskapet i schack för damer 2006. Hon deltog också i motsvarande världmästerskapstävling 2008, 2010, 2012, 2015 och 2017.
Wenjun vann det kinesiska schackmästerskapet för damer 2010 och 2014. I juli 2011 vann hon stormästarturneringen för damer i Hangzhou obesegrad, med poängen 6½/9, före regerande världsmästarinnan Hou Yifan. I oktober 2011 placerade hon sig tvåa i 
FIDE:s Grand Prix 2011–12 för damer, i Naltjik med 7/11, med landsmaninnan Zhao Xue på första plats. Resultatet räckte för att ge Wenjun den tredje normen till titeln som stormästare. Emellertid saknade en av de tre titelnormerna undertecknandet från turneringens huvuddomare och därför erhöll hon inte stormästartiteln.
Vid FIDE:s Grand Prix 2013–14 för damer i Lopota, Georgien blev Wenjun delad tvåa tillsammans med den armeniska stormästaren Elina Danielian med poängen 7/11. Därmed erhöll hon sin fjärde stormästarnorm. Samma år delade hon förstaplatsen vid FIDE:s Grand Prix 2013–14 för damer i Sharja i Förenade Arabemiraten, mellan 24 augusti och 7 september med Hou Yifan och poängen 8.5/11. Tack vare bättre särskiljning vann hon turneringen.
I november 2014 erhöll hon slutligen stormästarnormen i Sotji, Ryssland. och blev med sex stormästarnormer Kinas 31:a stormästare genom tiderna.
2017 vann Wenjun Världsmästerskapet i snabbschack för damer i Riyadh.
I februari 2016 vann Ju Wenjun FIDE:s Grand Prix 2015–16 för damer i Teheran. Genom att sedan också vinna den påföljande tävlingen i Chanty-Mansijsk erhöll hon platsen som utmanare om världmästartiteln i Världmästerskapet i schack för damer 2018 mot landsmaninnan Tan Zhongyi. Wenjun fick en tidig seger och behöll fördelen matchserien igenom. Hon vann matchen med 5½-4½ i matchpoäng.
Vid knock out-turneringen för världsmästerskaper för damer i november 2018 var hon därmed titelförsvarare. Hennes väg till finalspel blev relativt enkel, med fem segrar utan att behöva spela tie break. Hennes motståndare blev den ryska stormästaren Kateryno Lagno, som fick en betydligt tuffare väg till finalen: Hon fick spela tie break i tre av de fem ronderna. I finalen hade Lagno chans att avgöra under de fyra klassiska partierna efter att ha vunnit det andra partiet. Men Wenjun lyckades vinna det fjärde och sista klassiska partiet och få till stånd tiebreak. I tiebreak tog Wenjun två vinster och stod som slutlig segrare med matchpoängen 5-3. 
I matchen om Världsmästerskapet för damer 2020, som spelades i Shanghai och Vladivostok, mötte Ju Wenjun ryskan Aleksandra Gorjatjkina. Den matchen gick också till tiebreak, efter matchpoängen 6-6 i de tolv klassiska partierna. I de fyra första partierna snabbschack lyckades Ju Wenjun vinna det tredje partiet och försvarade därmed sin titel med snabbschacksresultatet 2½-1½.

## Världsmästerskapet för damlag
Wenjun har deltagit i ett flertal världsmästerskap för damlag, som spelats sedan 2007.
Vid det andra Världsmästerskapet för damlag 2009, i Ningbo i östra Kina bestod av Hou Yifan, Zhao Xue, Shen Yang och Huang Qian. Det kinesiska laget misstänktes ha vunnit den jämna tätstriden mot det ryska och ukrainska laget i en avslutande ”läggmatch” med Vietnam. Det vietnamesiska laget hade bra eller vinnande ställningar i två av partierna, när spelarna erbjöd remier. Det var särskilt matchpartiet mellan den lågt rankade Pham Bich Ngoc (2145) och Huang Qian (2424), som väckte misstankar. Vietnamesiskan hade en avgörande attack på gång och tre bönder upp och bjöd ändå remi. Tack vare 2-2 i matchen mot Vietnam fick Kina som hamnade på samma slutpoäng som Ryssland och Ukraina (12 poäng) bäst matchpoäng totalt (21,5 p). Det kinesiska laget hamnade därmed en halvpoäng före Ryssland och en poäng före Ukraina och vann guldet.